# Yyrkoon
Yyrkoon byla francouzská hudební skupina z Amiens v Pikardii založená roku 1995 ve složení: Stéphane Souteyrand (kytara & klávesy), Laurent Harrouart (bicí), Paul Banas (vokály & kytara) a Sébastien Caron (baskytara). Název byl převzat od jedné z postav vyskytující se ve fantasy dílech anglického spisovatele Michaela Moorcocka. Na demu Oath, Obscure, Occult… z roku 1996 a na debutním studiovém albu z roku 1998 s názvem Oniric Transition se zvuk kapely blížil dark/black metalu. Pozdější tvorba kapely by se dala popsat jako melodic death metal s prvky thrash metalu. V roce 2007 se skupina rozpadla.

## Diskografie

### Dema
- Oath, Obscure, Occult… (1996)

### Studiová alba
- Oniric Transition (1998)
- Dying Sun (2002)
- Occult Medicine (2004)
- Unhealthy Opera (2006)

### EP
- Forgotten Past (2000)